# Білий Сергій Володимирович
Сергі́й Володи́мирович Бі́лий (27 лютого 1990) — український спортсмен-пауерліфтер, проживає у Харкові, майстер спорту міжнародного класу, заслужений майстер спорту України.

## Спортивні досягнення
- 1 вересня 2008-го року здобув золото у Почефструмі (Південна Африка) на чемпіонаті світу з пауерліфтингу серед юнаків у ваговій категорії до 82,5 кг, з результатом в сумі триборства 765 кг (у присіданнях зі штангою — 285 кг, у жимі лежачи підкорились Сергію — 195 кг та становій тязі — 285);
- 28 серпня 2010-го року здобув бронзу, Плзень (Чехія) на чемпіонаті світу з пауерліфтингу серед юніорів у ваговій категорії до 90 кг, з результатом у сумі триборства 885 кг (присідання зі штангою — 332,5 кг, у жимі лежачи — 240 кг та становій тязі — 312,5 кг);
- 3 травня 2011-го року Сергій здобув золото у Пльзені (Чехія) на чемпіонаті Європи з пауерліфтингу серед чоловіків у ваговій категорії до 93 кг, з результатом у сумі триборства 937,5 кг (присідання зі штангою — 362,5 кг, у жимі лежачи — 255 кг та становій тязі — 320 кг);
- 24 серпня 2011-го року здобув золото у Мус-Джо (Канада) на чемпіонаті світу з пауерліфтингу серед чоловіків у ваговій категорії до 93 кг, з результатом у сумі триборства 975 кг (присідання зі штангою — 372,5 кг, у жимі лежачи — 267,5 кг та становій тязі — 335 кг);
- в листопаді 2013-го здобув бронзову нагороду у Ставангері (Норвегія) на чемпіонаті світу з пауерліфтингу,
- у травні 2015-го в Німеччині на чемпіонаті Європи-2015 з пауерліфтингу здобув золоту нагороду, вагова категорія 93 кг, з результатом 987,5 кг.
- 25 липня 2017 в Польщі на Всесвітніх іграх здобув золоту нагороду в ваговій категорії важка вага